# チャールズ・ナイディック

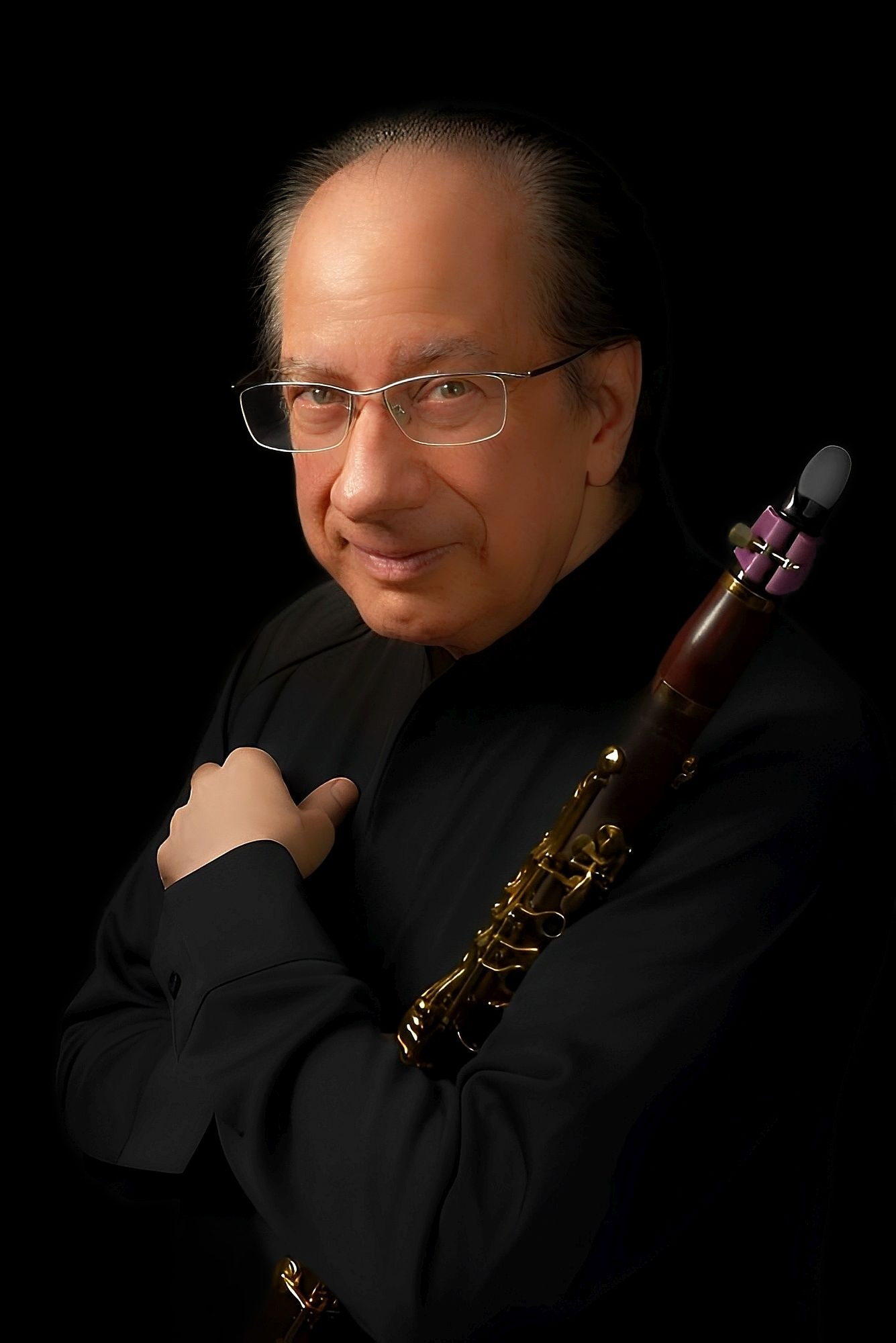
Charles Neidich

チャールズ・ナイディック（Charles Neidich, 1953年 - ）は、アメリカのクラリネット奏者、作曲家。ジュリアード音楽院講師。妻は日本人クラリネット奏者の大島文子。

## 人物
頭の回転が速く、博学である。イェール大学では人類学を専攻していた。

## 演奏家として
独特の柔らかくのびやかな音色で、ロマン派時代の楽曲や自身が作曲した作品、アメリカ人作曲家の作品、ヴァイオリン曲をクラリネット用に編曲したレパートリーを多く扱う。テクニシャンであり、また非常に研究熱心で、ひとつの音に対し運指を10種類使い分けることもある。
また、クラリネットの原型となる古楽器（ピリオド楽器）の演奏も行い、ブラームスの時代に存在したクラリネット（のレプリカ）を使用してブラームスのソナタを演奏することなどもある。
日本で演奏会を開くときは妻の文子が解説を行う。

## 親交の深い人物
- エリオット・カーター - 個人的に親交が深く、クラリネット2本のための「比翼」はナイディック夫妻に献呈されている。
- ハナ・キム - ニューヨークで活動する韓国人クラリネット奏者。ナイディックが群馬県長野原町で開いている合宿でも、毎年指導のために来日している。